# Nivôse (frégate)
Pour les articles homonymes, voir Nivôse (homonymie).
Le Nivôse (indicatif visuel F732) est une frégate française de la classe Floréal. Elle est basée au port de la Pointe des Galets, sur l'île de La Réunion, département d'outre-mer dans l'océan Indien.

## Rôle et missions
Le Nivôse est un navire de surveillance de la marine nationale, en poste à La Réunion et chargé, entre autres, de contrôler le respect des zones économiques exclusives des îles françaises dans l'océan Indien.

## Caractéristiques

### Dimensions et déplacement
Déplaçant 2 800 tonnes, le Nivôse mesure 93,5 m de long pour 14 m de large et un tirant d'eau de 4,40 m.

### Équipement

#### Armement
- 2 conteneurs à missiles Aérospatiale MM.38 Exocet (missiles anti-navire)
- 1 lance-missiles sol-air Matra SIMBAD (défense anti-aérienne rapprochée)
- 1 canon polyvalent DCN mod.68 CADAM de 100/55 mm (attaques contre objectifs terrestres et aériens)
- 2 canons GIAT 20.F2 de 20 mm (défense à courte distance, interventions anti-piraterie, tirs de dissuasion...)

#### Électronique
- 1 radar de veille combiné Thomson CSF Mars (DRBV.21A)
- 2 radars de navigation Racal Decca 1229 (DRBN.34A)
- 1 contrôle d'armes CSEE Najir
- 1 système Syracuse 2
- 1 (1*10) lance leurres CSEE Dagaie Mk.2
- 1 détecteur radar Thomson CSF ARBR.17

#### Aéronautique
Le navire est doté d'un hangar, où est mis à l'abri un hélicoptère Panther, servant d'appareil de surveillance, de liaison, et de transport pour les commandos marine présents à bord. Afin de pouvoir être rentré par la porte du hangar, de petites dimensions, les pales du rotor principal de l'appareil sont partiellement désaccouplées et repliées vers l'arrière.

## Carrière opérationnelle

### Opération Atalante
Depuis la fin 2008, le Nivôse a participé à l'opération Atalante, opération navale internationale destinée à la lutte contre la piraterie autour de la Corne de l'Afrique,. Sous le commandement du capitaine de frégate Jean-Marc Le Quilliec, le Nivôse escorte des convois de navires marchands transitant au large de la Somalie, du Kenya, et des Seychelles vers Djibouti et le golfe d'Aden, marquant l'entrée dans la mer Rouge, afin d'assurer la protection contre les attaques de pirates sévissant à bord de skiffs rapides dans la région depuis fin 2007.
Le 28 novembre 2008, malgré la présence du Nivôse, le navire Biscaglia, faisant partie d'un convoi escorté, est pris d'assaut et détourné. Le 15 avril 2009, la frégate réalise la capture de onze pirates s'étant attaqués à un cargo libérien au large du Kenya. Le 3 mai 2009, au large des Seychelles à plus de 900 km des côtes somaliennes, le Nivôse, naviguant face au soleil, est pris pour un navire marchand par un petit groupe de pirates, qui s'apprêtaient alors à l'aborder. Les commandos de marine présents à son bord réalisent alors la capture de onze pirates, portant à 24 leur nombre de pirates arrêtés en trois semaines sur la zone.
Le 5 mars 2010, le Nivôse capture onze pirates présumés et détruit deux de leurs navires.

### Opérations de surveillance et d'assistance
Du 27 octobre au 2 novembre 2013, grâce à la détection par un avion de surveillance Falcon 50 M, Le Nivôse, qui patrouillait dans les environs des îles Éparses, de l'île Europa, de Bassas da India et de Juan de Nova, interpelle un catamaran de plaisance qui pêchait illégalement. Au 13 novembre 2013, le navire se trouvait en opération de surveillance maritime dans l'océan Indien, au large de l'Île de la Réunion, en compagnie du BATRAL La Grandière et du Patrouilleur de Service Public (PSP) Le Malin. En mars 2014, la frégate continue son action autour des îles Éparses en interceptant cinq navires malgaches.
Le 3 octobre 2015, le CROSS Réunion sollicite le Nivôse alors à 10 milles de La Réunion pour l'évacuation en urgence vers le CHU de Bellepierre du commandant du porte-conteneurs CMA CGM Bianca. L'équipe médicale embarquée par l'hélicoptère Panther de la Flottille 36F a pu prendre en charge l'officier du navire et lui sauver la vie. 
À la suite de la crise humanitaire au Mozambique due au passage du cyclone Idai, le Nivôse appareille fin février 2019 de La Réunion avec une cargaison provenant de la Croix Rouge pour rejoindre et escorter le PHA Tonnerre – dérouté de sa Mission Jeanne d'Arc 2019 – pour rallier la zone dévastée à Beira.
Dans le cadre de son déploiement au sein de la Task Force 150, la frégate arraisonne le 25 septembre 2019 un boutre sans pavillon naviguant dans l'Océan Indien et réalise la saisie de 2,5 tonnes de résine de cannabis.

### Nivôseet Vendée Globe

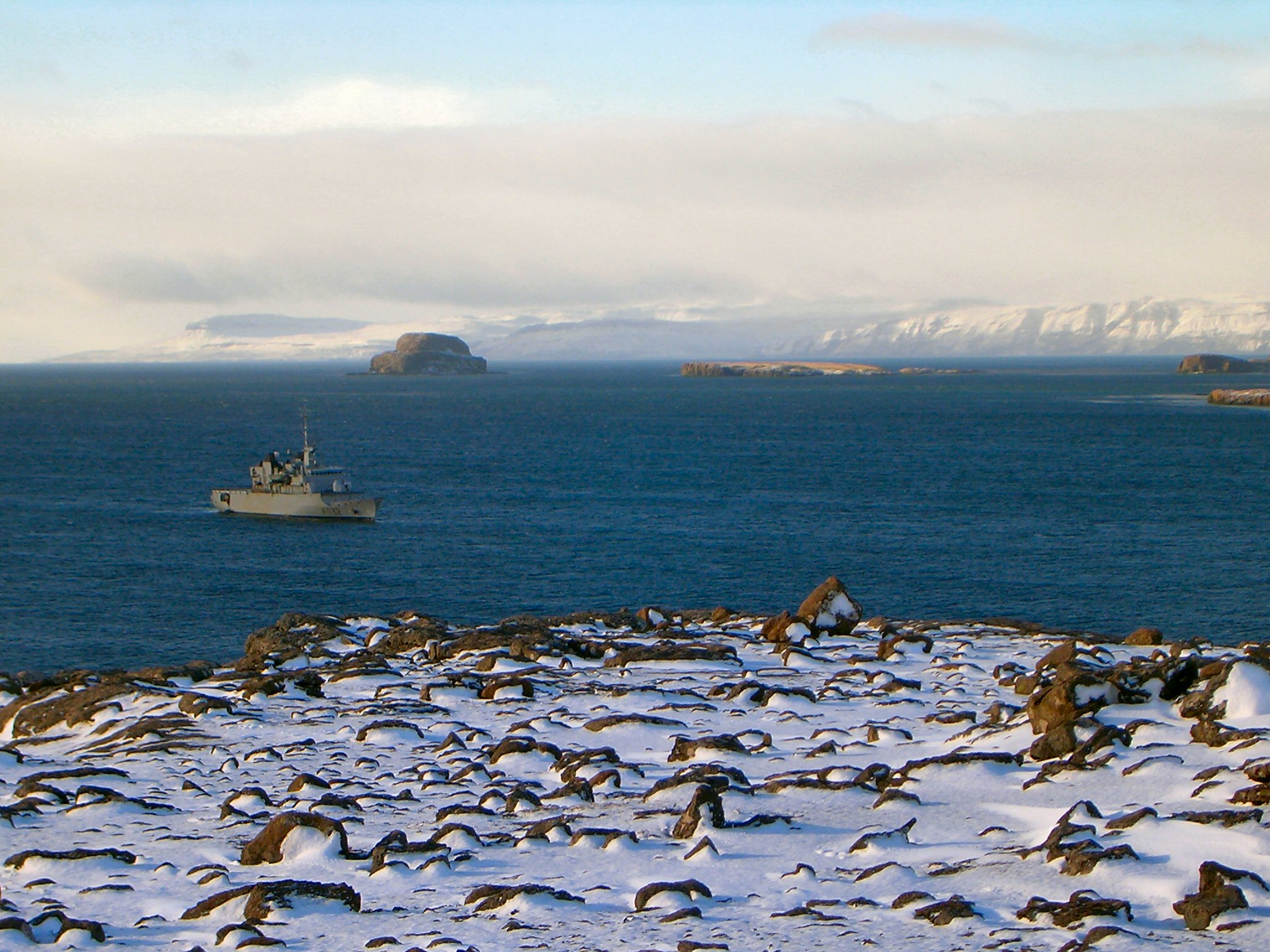
Le Nivôse dans le golfe des Baleiniers aux îles Kerguelen en 2005.

Depuis 2016, le Nivôse est prépositionné au large des îles Kerguelen pour assurer des missions d'urgence dans le sud de l'océan Indien au passage des concurrents du Vendée Globe, la course au large en solitaire, sans assistance et sans escale. Le 30 novembre 2016, le Nivôse vient à la rencontre d'Armel Le Cléac'h sur Banque Populaire VIII et d'Alex Thomson sur Hugo Boss, les deux skippers alors en tête de l'édition 2016 du Vendée Globe. La frégate navigue de conserve, prend contact radio avec eux, et réalise grâce à son hélicoptère Panther des prises de vues remarquées de la course,.
Lors de l'édition 2020 du Vendée Globe, le Nivôse, sous le commandement du capitaine de vaisseau Barbe, récupère le 6 décembre, par transbordement sur semi-rigide, le navigateur Kevin Escoffier secouru en mer le 1er décembre par Jean Le Cam, après la perte de son bateau PRB douze heures auparavant, qui ne peut le garder à bord de Yes We Cam! pour continuer sa course,.

## Incendie à bord et améliorations
Dans la nuit du 29 au 30 septembre 2014, au large de l'ile Maurice, un incendie se déclare dans la salle des machines et prive le navire de propulsion et d'alimentation électrique. L'équipage lutte contre le feu sans pompes pendant plusieurs heures avant que l’on ne parvienne à remettre l'électricité en marche permettant donc d'éteindre le feu. Aucune victime n'est à déplorer. D'abord assisté par la frégate de surveillance Floréal, le Nivôse est ensuite remorqué par le remorqueur civil Bougainville jusqu'à la base navale de Port des Galets, qu'il rejoint le 3 octobre à 6 h 30 locale. Une enquête et des expertises techniques sont alors conduites.
Vu l'ampleur des dégâts, un désarmement n'était pas exclu, mais la frégate est finalement rénovée et déclarée apte au service le 12 novembre 2015. Son système de détection incendie a été complètement revu. C'est en effet sa défaillance qui a occasionné la découverte tardive de l'incendie et entraîné sa gravité. Le passage en cale sèche a incité la Marine nationale à anticiper les travaux prévus lors du prochain arrêt technique complet du Nivôse, initialement prévu pour 2017. Le coût global de l'opération est d'environ 25 millions d'euros, mais la Marine nationale estime avoir récupéré un navire presque neuf, tant les réparations ont été importantes. Les améliorations dont a bénéficié le Nivôse seront intégrées sur ses cinq autres bâtiments de la classe Floréal, au cours de leurs prochains arrêts techniques.

## Tradition
Le Nivôse (comme la plupart des unités de la Marine nationale) a une tradition qui permet une fois par an aux marins embarqués sur la frégate d'inviter à bord les membres de leur famille, lors d'une journée en mer. Cette tradition porte le nom de « Sortie des familles ».

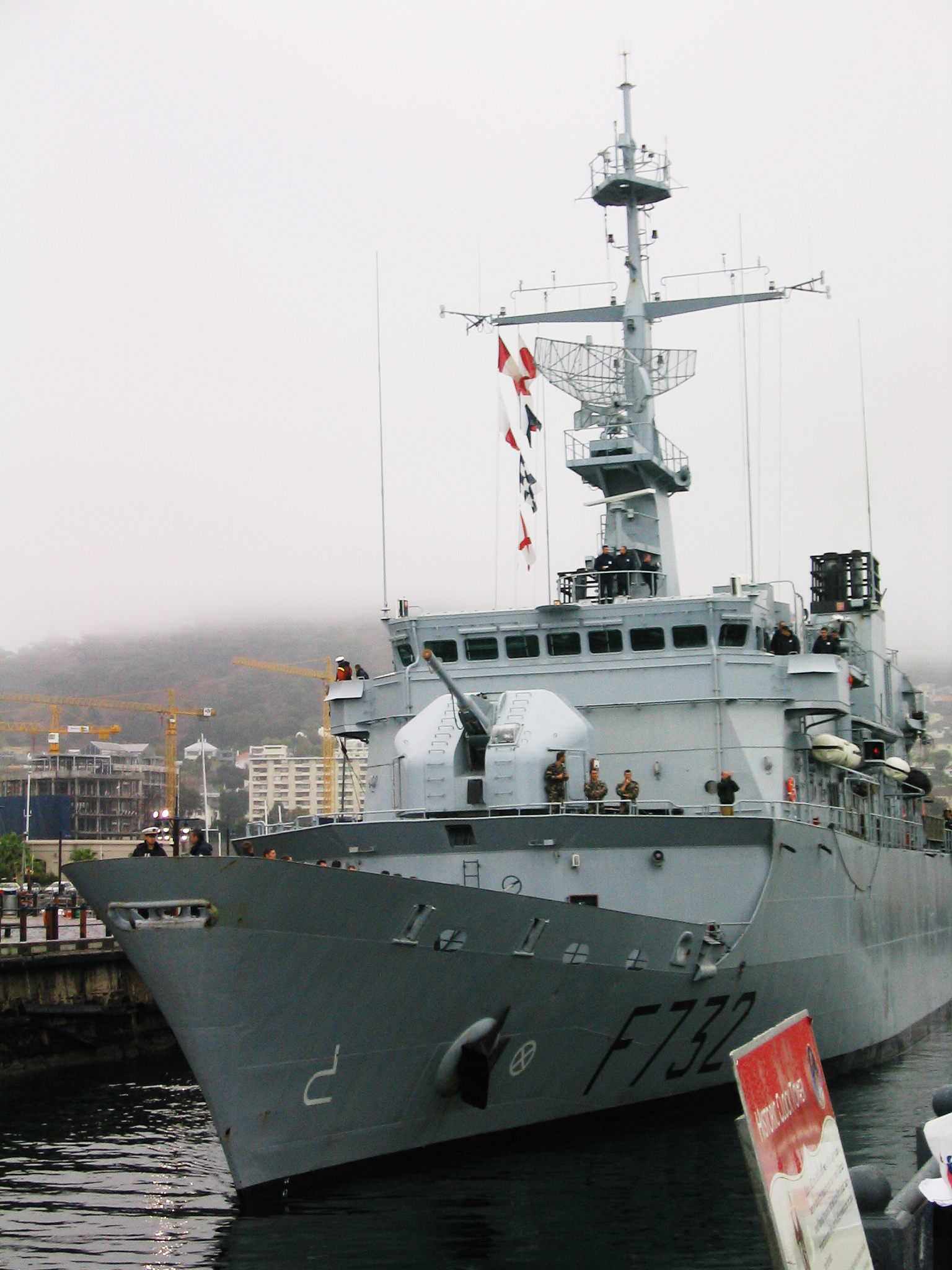
Le Nivôse au Cap, en Afrique du Sud.
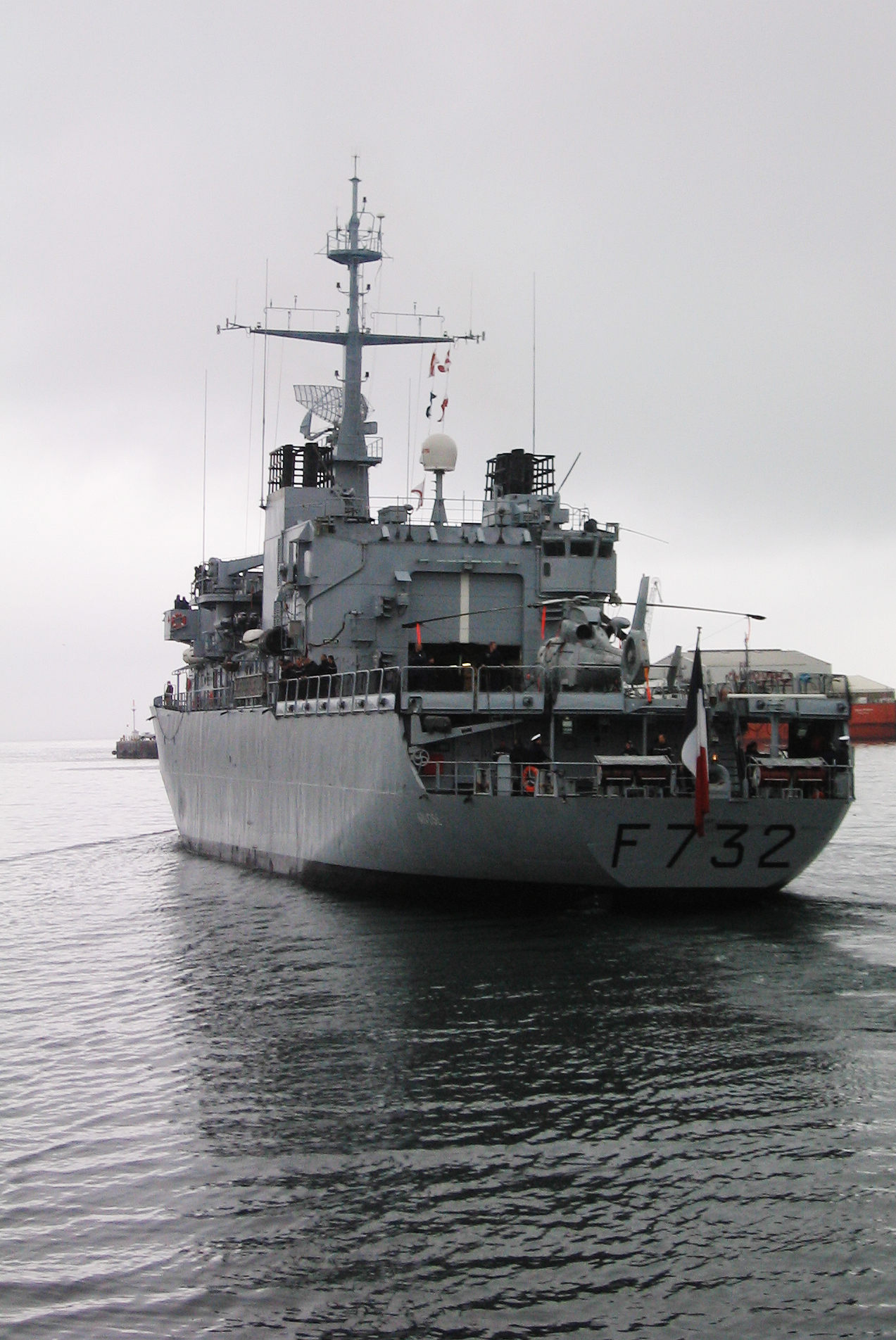
Poupe du Nivôse, avec son hélicoptère Panther.